# 히가시훗사역
히가시훗사역(일본어: 東福生駅, ひがしふっさえき)은 일본 도쿄도 훗사시에 있는 철도역이다.

## 타는 곳
| 1 | ■ 하치코 선 | 고마가와 방면 가와고에 선에 직결 운행 가와고에 방면 |
| 2 | ■ 하치코 선 | 하이지마·하치오지 방면                              |

## 역세권 정보
- 국도 16호선
- 주일 미군 요코타 기지
- 훗사역(오메 선, 서쪽에 900m 정도 떨어져 있음)

## 역사
- 1931년 12월 10일: 영업 개시.

## 인접역
| 동일본 여객철도 ■ 하치코 선 | 동일본 여객철도 ■ 하치코 선 | 동일본 여객철도 ■ 하치코 선 |
| --------------------------- | --------------------------- | --------------------------- |
| 하이지마 하치오지 방면      |                             | 하코네가사키 고마가와 방면  |